# Джиллетт, Эдвард Фрэнк
Э́двард Фрэнк Джилле́тт (англ. Edward Frank Gillett, часто упоминается как Фрэнк Джиллетт; 23 июля 1874, Уорлингхам, Суффолк — 1 мая 1927, Бэклс, Суффолк) — британский художник, иллюстратор и карикатурист. Рисовал чернилами, пастелью, акварелью и маслом. Несмотря на то что он умер в 1927 году, две его работы были представлены на конкурсах искусств на летних Олимпийских играх 1928 года.

## Биография
Джиллетт родился в Уорлингхаме (Суффолк) и получил образование в Gresham’s School, Норфолк.
Джиллетт начал карьеру в качестве клерка в 1891 году, живя в Ламбете, Лондон. С 1896 года он решил сосредоточиться на рисовании. Джиллетт периодически отправлял рисунки в журнал Fun, пока не был принят на полный рабочий день в качестве иллюстратора газеты The Daily Graphic с 1898 года. Там он проработал до 1908 года, после чего перешёл сначала в Black and White, затем — в Illustrated Sporting and Dramatic News, что произошло между 1910 и 1923 годами. Джиллетт был членом лондонского Langham Sketch Club, а с 1909 года был выбран в качестве члена королевского института художников акварелью. Он покинул Лондон в 1916 году, переехав на ферму семейства Микельбургов в Алдеби, Норфолк, а затем — в Бэклс, Суффолк.
Джиллетт рисовал чернилами, пастелью, акварелью и маслом; современники называли его талантливым карикатуристом. Он вдохновлялся сельской жизнью Норфолка, а его работы зачастую касались спорта, в частности охоты на лис и охоты на зайца с борзыми. Его работы выставлялись в Королевской академии художеств и Художественной галерее Вокера, а в настоящее время хранятся в Британском музее и Музее Викории и Альберта. Джиллетт также проиллюстрировал 25 переизданий работ Джорджа Альфреда Хенти и несколько книг Роберта Стивенсона и Перси Вестермана.
Две работы Джиллетта, La Finale и Contre l’horizon, были отправлены на конкурсы искусств на летних Олимпийских играх 1928 года. Они не принесли ему призового места, зато он стал одним из немногих посмертных олимпийцев и единственным посмертным олимпийцем из Великобритании.

## Личная жизнь
Джиллетт женился на Элси Джоанн Бастард в 1903 году, но в 1912 году овдовел. Спустя два года женился повторно на Маргарет Микельбург.